# 장철민 (정치인)
장철민(張喆敏, 1983년 5월 16일~)은 대한민국의 정치인으로, 제21·22대 국회의원이다.
2020년 제21대 국회의원 선거에 출마하였으며 대전 동구 선거구에서 당선되었다. 2024년 제22대 국회의원 선거에서도 같은 선거구에서 재선에 성공했다.

## 학력
- 1990~1996: 한밭초등학교 졸업
- 1996~1999: 대전탄방중학교 졸업
- 1999~2002: 서대전고등학교 졸업
- 2002~2006: 서울대학교 사회과학대학 정치학 학사
- 2010~2013: 서울대학교 행정대학원 정책학 석사과정 수료

## 정치 활동
- 2012년 9월~2014년: 국회 홍영표 의원실 정책비서
- 2014년~2017년 6월: 국회 홍영표 의원실 비서관
- 2017년 6월~2018년 5월: 국회 홍영표 의원실 보좌관
- 2018년 5월~2019년 5월: 더불어민주당 홍영표 원내대표 정책조정실장
- 2018년 7월~2018년 8월: 더불어민주당 중앙위원회 위원
- 2020년 4월 15일: 대한민국 제21대 국회의원 선거 당선(대전 동구, 더불어민주당, 초선)
- 2020년 5월~: 더불어민주당 대전광역시당 동구 지역위원회 위원장
- 2020년 9월~2021년 5월: 더불어민주당 정책위원회 상임부의장
- 2021년 6월~2022년 10월: 민주연구원 부원장
- 2023년 5월~2023년 9월: 더불어민주당 원내부대표
- 2024년 3월~2024년 8월: 더불어민주당 대전광역시당 위원장 직무대행
- 2024년 4월 10일: 대한민국 제22대 국회의원 선거 당선(대전 동구, 더불어민주당, 재선)

### 의정 활동
- 2020년 5월 30일~2024년 5월 29일: 제21대 국회의원(대전 동구, 더불어민주당, 초선)
  - 2020년 6월~2022년 5월: 제21대 국회 전반기 환경노동위원회 위원
  - 2021년 7월~2022년 5월: 제21대 국회 전반기 예산결산특별위원회 위원
  - 2022년 7월~2024년 5월: 제21대 국회 후반기 국토교통위원회 위원
  - 2023년 5월~2023년 10월: 제21대 국회 후반기 국회운영위원회 위원
- 2024년 5월 30일~: 제21대 국회의원(대전 동구, 더불어민주당, 재선)
  - 2024년 6월~: 제22대 국회 전반기 산업통상자원중소벤처기업위원회 위원
  - 2024년 6월~: 제22대 국회 전반기 여성가족위원회 위원
  - 2024년 8월~2025년 6월: 제22대 국회 전반기 예산결산특별위원회 위원

## 역대 선거 결과
|  | 51.01% |

|  | 53.32% |

## 소속 정당
| 소속 정당 | 소속 정당      | 소속 기간 | 비고      |
| --------- | -------------- | --------- | --------- |
|           | 민주통합당     | 2012~2013 | 정계 입문 |
|           | 민주당         | 2013~2014 | 당명 변경 |
|           | 새정치민주연합 | 2014~2015 | 합당      |
|           | 더불어민주당   | 2015~현재 | 당명 변경 |

## 같이 보기
- 대전 동구의 국회의원
- 동구 (대전 선거구)